# 1956년 미국 하원의원 선거
1956년 미국 하원의원 선거는 1956년 11월 6일 미국에서 치러진 하원의원 선거로, 같이 치러진 대선에서 드와이트 아이젠하워 대통령이 재선되었음에도 불구하고, 야당인 민주당이 과반을 차지하였다

## 선거 결과

### 정당별 선거 결과
의석수
| 정당   | 의석수 |
| ------ | ------ |
| 민주당 | 234석  |
| 공화당 | 201석  |
| 합계   | 435석  |

득표
| 정당       | 득표수     | 득표율 |
| ---------- | ---------- | ------ |
| 민주당     | 30,062,042 | 51.2%  |
| 공화당     | 28,698,083 | 48.7%  |
| 뉴욕자유당 | 68,130     | 0.1%   |
| 금주당     | 12,298     | 0.02%  |
| 기타       | 45,190     | 0.07%  |
| 총합       | 58,885,743 |        |